# Fornfranska
Fornfranska är en period i det franska språkets utveckling ungefär från år 800 till år 1300. Det karakteriseras av en stor rikedom i fråga om ljud- och formlära. Till svårigheterna hör tvåkasusböjningen av substantiv, adjektiv och pronomen samt parallella böjningsmönster för verb. I gengäld är ordföljden fri och meningsbyggnaden parataktisk: meningarna består mestadels av huvudsatser. När det gäller vokabulären existerar ett stort antal synonymer och många grafiska varianter.
Det fanns stora dialektala skillnader, exempelvis utmärkte sig fornnormandiskan med sina dialektala egenheter som spreds vidare till England via anglo-normandiskan. Andra dialekter var pikardiskan, där det förekommer ett flertal kända litterära verk (provensalskan räknas som ett separat språk).
Under perioden författas flera kända verk såsom hjälteeposet Rolandssången (Chanson de Roland), den komiska fabeln Aucassin et Nicolette, romanen om räven (Roman de Renard) och inte minst Chrétien de Troyes verk (Conte du Graal, Cligès).